# Liste der Ramsar-Gebiete in Namibia
Ramsar-Gebiete in Namibia sind nach der 1971 geschlossenen Ramsar-Konvention geschützte Feuchtgebiete in Namibia. Diese sind von internationaler Bedeutung, nach der Absicht des internationalen völkerrechtlichen Vertrags insbesondere als Lebensraum für Wasser- und Watvögel.
Namibia weist zurzeit fünf Ramsar-Gebiete mit einer Fläche von 676.564 Hektar (ha) aus (Stand 2023).

## Liste der Ramsar-Gebiete
(TRS) = grenzüberschreitend
| Name des Gebiets                    | Bild                         | Lage                           | Koordinaten                                                | Größe in ha | Höhe in m ü.NHN | Ausweisungs- Datum | Anzahl Vögel   |
| ----------------------------------- | ---------------------------- | ------------------------------ | ---------------------------------------------------------- | ----------- | --------------- | ------------------ | -------------- |
| Walvis-Bay-Feuchtgebiet             | Walvis-Bay-Feuchtgebiet      | Walvis Bay, Erongo             | 22° 58′ 32″ S, 14° 27′ 18,5″ O                             | 12.600      | Meereshöhe      | 19. Juni 1995      | 70.000–240.000 |
| Sandwich Harbour                    | Sandwich Harbour             | südlich von Walvis Bay, Erongo | 23° 9′ 55″ S, 14° 27′ 10,3″ O                              | 16.500      | Meereshöhe      | 19. Juni 1995      | 75.000–400.000 |
| Oranje-Mündung (TRS)                | Oranje-Mündung               | ǁKaras                         | 28° 35′ 52,7″ S, 16° 27′ 16,2″ O                           | 500         | Meereshöhe      | 19. Juni 1995      |                |
| Etosha-Pfanne, Cuvelai, Oponono-See | Randgebiet der Etosha-Pfanne | Nordzentralnamibia             | 18° 45′ 39,2″ S, 16° 20′ 20,6″ O 18° 9′ 0″ S, 15° 47′ 0″ O | 600.000     | 1200            | 19. Juni 1995      |                |
| Lower Okavango-Bwabwata             | Mahango Game Park            | Bwabwata-Nationalpark          | 17° 57′ 54,6″ S, 22° 25′ 46,4″ O                           | 46.964      |                 | 13. Dezember 2013  |                |

Quellen: